# Vitlista
Vitlista (Whitelist) är en metod för att kontrollera behörig trafik på nätverk eller E-post. Metoden är enkel i det att man skapar en tabell över samtliga adresser som är godkända, de som inte är godkända accepteras inte och tas inte emot. Detta kan jämförs med den mer vanliga svartlistemetoden som har en tabell över de icke godkända adresserna, vilket tillåter adresser som inte har registrerats sedan tidigare.